# Кубок Боснії і Герцеговини з футболу
Кубок Боснії і Герцеговини з футболу — другий за значимістю футбольний турнір у Боснії та Герцеговині. Переможець турніру має право грати в Лізі Європи УЄФА.
До сезону 1999–2000 в країні проводилось три окремі кубки. Першого офіційного переможця турніру було визначено 1998 року після «Суперфіналу» між «Сараєво» та «Ораш'є» (переможцями двох різних кубків). У сезоні 1999–2000 Федерацією Боснії і Герцеговини вперше був організований традиційний формат кубка. Починаючи з сезону 2000—2001 у турнірі змагаються клуби з усієї країни.
До 1992 року клуби з нинішньої території Боснії і Герцеговини брали участь у Кубку Югославії.

## Фіналісти 1994–2000

### Кубок Футбольного союзу БІГ
| Сезон     | Переможець     | Рахунок  | Фіналіст       |
| --------- | -------------- | -------- | -------------- |
| 1994–1995 | «Челік»        | 1–0      | «Слобода» (Т)  |
| 1995–1996 | «Челік»        | 2–1      | «Слобода» (Т)  |
| 1996–1997 | «Сараєво»      | 2–0      | «Желєзнічар»   |
| 1997–1998 | «Сараєво»      | 1–0 (дч) | «Босна Високо» |
| 1998–1999 | «Босна Високо» | 1–0 (дч) | «Сараєво»      |

### Кубок Федерації Боснії і Герцеговини
| Сезон     | Переможець | Рахунок        | Фіналіст        |
| --------- | ---------- | -------------- | --------------- |
| 1994–1995 | «Любушки»  | 2–0            | «Слога Ускоплє» |
| 1995–1996 | «Любушки»  | 1–1 (пен. 4–1) | «Широкі Брієг»  |
| 1996–1997 | «Троглав»  | 1–0            | «Ораш'є»        |
| 1997–1998 | «Ораш'є»   | 0–0 Pen. 3–2   | «Широкі Брієг»  |
| 1998–1999 | «Бротньо»  | 1–1 Pen. 4–2   | «Широкі Брієг»  |
| 1999–2000 | «Ораш'є»   | 0–2, 7–2 7–4   | «Кіселяк»       |

### Кубок Республіки Сербської
| Сезон   | Переможець  | Рахунок          | Фіналіст        |
| ------- | ----------- | ---------------- | --------------- |
| 1993–94 | «Козара»    | 0–0 (пен. 7–6)   | «Слога Добой»   |
| 1994–95 | «Борац»     | 3–2, 2–2 5–4     | «Рудар» (П)     |
| 1995–96 | «Борац»     | 1–0, 1–2 2–2 (ч) | «Єдинство» (Бр) |
| 1996–97 | «Слога Трн» | 1–0              | «Сараєао Пале»  |
| 1997–98 | «Рудар» (У) | 0–0 (пен. 4–2)   | «Боксит»        |
| 1998–99 | «Рудар» (У) | 0–0 (пен. 4–2)   | «Слога Трн»     |
| 1999–00 | «Козара»    | 1–0              | «Слобода» (Н)   |

## Учасники фіналів
| Сезон     | Переможець        | Фіналіст        | Рахунок           |
| --------- | ----------------- | --------------- | ----------------- |
| 1997—1998 | «Сараєво»         | «Ораш'є»        | 0-0, 1-0          |
| 1998—1999 | «Босна»           | «Сараєво»       | 1-0 дч            |
| 1999—2000 | «Желєзнічар»      | «Слобода» (Т)   | 3-1               |
| 2000—2001 | «Желєзнічар»      | «Сараєво»       | 3-2               |
| 2001—2002 | «Сараєво»         | «Желєзнічар»    | 2-1               |
| 2002—2003 | «Желєзнічар»      | «Леотар»        | 0-0, 2-0          |
| 2003—2004 | «Модрича Максима» | «Борац»         | 1-1 пен. 4-2      |
| 2004—2005 | «Сараєво»         | «Широкі Брієг»  | 1-0, 1-1          |
| 2005—2006 | «Ораш'є»          | «Широкі Брієг»  | 3-0, 0-0          |
| 2006—2007 | «Широкі Брієг»    | «Славія»        | 1-1, 1-0          |
| 2007—2008 | «Зриньські»       | «Слобода» (Т)   | 1-2, 2-1 пен. 4-1 |
| 2008—2009 | «Славія»          | «Слобода» (Т)   | 0-2, 2-0 пен. 4-3 |
| 2009—2010 | «Борац»           | «Желєзнічар»    | 1-1, 2-2          |
| 2010—2011 | «Желєзнічар»      | «Челік»         | 1-0, 3-0          |
| 2011—2012 | «Желєзнічар»      | «Широкі Брієг»  | 1-0, 0-0          |
| 2012—2013 | «Широкі Брієг»    | «Желєзнічар»    | 1-1, 1-1 пен. 5-4 |
| 2013—2014 | «Сараєво»         | «Челік»         | 2-0, 3-1          |
| 2014—2015 | «Олімпік»         | «Широкі Брієг»  | 1-1, 1-1 пен. 5-4 |
| 2015—2016 | «Радник»          | «Слобода» (Т)   | 1-1, 3-0          |
| 2016—2017 | «Широкі Брієг»    | «Сараєво»       | 1-0, 0-1 пен. 4-2 |
| 2017—2018 | «Желєзнічар»      | «Крупа»         | 2-0, 4-0          |
| 2018—2019 | «Сараєво»         | «Широкі Брієг»  | 3-0, 0-1          |
| 2019—2020 | не був дограний   | не був дограний | не був дограний   |
| 2020—2021 | «Сараєво»         | «Борац»         | 0-0 пен. 4-1      |
| 2021—2022 | «Вележ»           | «Сараєво»       | 0-0 пен. 4-3      |
| 2022—2023 | «Зриньські»       | «Вележ»         | 1-0               |
| 2023—2024 | «Зриньські»       | «Борац»         | 1-0, 1-0          |
| 2024—2025 | «Сараєво»         | «Широкі Брієг»  | 4-0, 1-1          |

## Статистика за клубами
| Клуб            | Перемоги                                           | Фінали                                 |
| --------------- | -------------------------------------------------- | -------------------------------------- |
| Сараєво         | 8 (1997, 1998, 2002, 2005, 2014, 2019, 2021, 2025) | 4 (1999, 2001, 2017, 2022)             |
| Желєзнічар      | 6 (2000, 2001, 2003, 2011, 2012, 2018)             | 3 (2002, 2010, 2013)                   |
| Широкі Брієг    | 3 (2007, 2013, 2017)                               | 6 (2005, 2006, 2012, 2015, 2019, 2025) |
| Зриньські       | 3 (2008, 2023, 2024)                               |                                        |
| Челік           | 2 (1995, 1996)                                     | 2 (2011, 2014)                         |
| Борац           | 1 (2010)                                           | 3 (2004, 2021, 2024)                   |
| Ораш'є          | 1 (2006)                                           | 1 (1998)                               |
| Славія          | 1 (2009)                                           | 1 (2007)                               |
| Вележ           | 1 (2022)                                           | 1 (2023)                               |
| Босна           | 1 (1999)                                           |                                        |
| Модрича Максима | 1 (2004)                                           |                                        |
| Олімпік         | 1 (2015)                                           |                                        |
| Раднік          | 1 (2016)                                           |                                        |
| Слобода (Тузла) |                                                    | 4 (2000, 2008, 2009, 2016)             |
| Леотар          |                                                    | 1 (2003)                               |
| Крупа           |                                                    | 1 (2018)                               |